# Football Club Moutier
Maillots
Dernière mise à jour : 5 février 2012.
Le Football Club Moutier est un club de football de la ville de Moutier, dans le canton de Berne, en Suisse. 
Il évolue en 2e Ligue interrégionale, soit l'équivalent de la cinquième division.

## Histoire
Le club a été fondé en 1921. Il évolue au stade de Chalière.
En 1966, Miroslav Blažević, qui deviendra par la suite entraîneur du Grasshopper Club Zurich et des équipes nationales de Suisse et de Croatie, a contribué, par une passe décisive, à la promotion du club en Ligue nationale A.

## Parcours
- 1949-1951 : LNB
- 1962-1966 : LNB
- 1966-1967 : LNA
- 1967-1968 : LNB

## Palmarès

### LNB
- Vice-champion : 1965-1966

### Coupe jurassienne (AFBJ)
- Vainqueur : 2001 et 2004
- Finaliste : 1997, 1999 et 2003

## Anciens joueurs
- Miroslav Blažević
- Jean-Claude Schindelholz